# Dormont
Dormont è un comune (borough) degli Stati Uniti d'America, nella contea di Allegheny nello Stato della Pennsylvania. Secondo il censimento del 2010 la popolazione è di 8.593 abitanti. Venne istituito nel 1909.

## Società

### Evoluzione demografica
La composizione etnica vede una prevalenza della razza bianca (94,2%) seguita da quella afroamericana (2,1%).
| borough di Dormont Popolazione |       |
| 2000                           | 9.305 |
| 2010                           | 8.593 |